# Gikushi
Gikushi är ett periodiskt vattendrag i Burundi.   Det ligger i provinsen Karuzi, i den nordöstra delen av landet, 110 kilometer öster om huvudstaden Bujumbura.
Omgivningarna runt Gikushi är en mosaik av jordbruksmark och naturlig växtlighet. Runt Gikushi är det ganska tätbefolkat, med 179 invånare per kvadratkilometer.